# Cryptobranchidae
Cryptobranchidae Fitzinger, 1826 è una famiglia di anfibi caudati che vivono in ruscelli e stagni degli Stati Uniti orientali, della Cina e del Giappone. Sono note come salamandre alligatore o salamandre giganti asiatiche.
Attualmente sono i più grandi anfibi viventi conosciuti. La salamandra gigante giapponese (Andrias japonicus), per esempio, raggiunge 1,44 m, si nutre di pesci e crostacei e sappiamo che in cattività può vivere più di 50 anni. La salamandra gigante della Cina meridionale (Andrias sligoi) può raggiungere una lunghezza di 1,80 m.

## Biologia
Cacciano soprattutto di notte e, dal momento che hanno una vista scarsa, usano i noduli sensitivi presenti sulla testa e sul corpo per individuare piccoli cambiamenti nella pressione dell'acqua, i quali permettono loro di individuare le prede.

### Riproduzione
Durante la stagione degli amori, queste salamandre si spostano controcorrente, dove, avvenuta la fecondazione delle uova, il maschio può fare loro la guardia per almeno tre mesi. A questo punto, i piccoli sopravviveranno solo facendo affidamento al grasso accumulato fino a che non saranno pronti per cacciare. Una volta che lo sono, preferiscono cacciare in gruppo, piuttosto che individualmente.
Gli scienziati dello zoo di Asa, in Giappone, hanno scoperto recentemente che il maschio di salamandra, nella sua tana, feconda le uova di più femmine. Di tanto in tanto il «padrone della tana» può anche permettere ad un altro maschio di vivere nello stesso rifugio; la ragione del perché lo faccia è incerta.

## Tassonomia

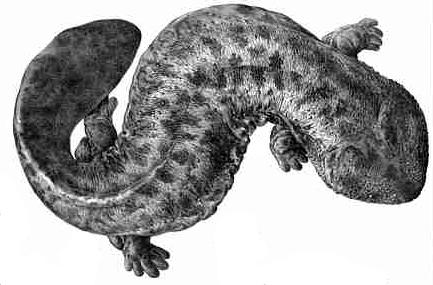
Andrias japonicus

La famiglia comprende 2 generi e 4 specie viventi:
- Genere Andrias Tschudi, 1837
  - Andrias davidianus (Blanchard, 1871) - salamandra gigante cinese
  - Andrias japonicus (Temminck, 1836) - salamandra gigante giapponese
  - Andrias sligoi (Boulenger, 1924) - salamandra gigante della Cina meridionale
- Genere Cryptobranchus Leuckart, 1821
  - Cryptobranchus alleganiensis  (Sonnini de Manoncourt and Latreille, 1801) - salamandra alligatore

Nel 1726 il medico svizzero Johann Jakob Scheuchzer descrisse un fossile come un Homo diluvii testis (latino: «testimonianza di un uomo del Diluvio universale»), credendo che fossero i resti di un uomo annegato nel Diluvio universale biblico. Il Museo Teylers di Haarlem, nei Paesi Bassi, acquistò questo fossile nel 1802, dove viene ancora conservato. Nel 1812, il fossile venne esaminato da Georges Cuvier, che lo riconobbe come appartenente ad una salamandra gigante e lo ribattezzò Andrias scheuchzeri, in onore sia di Scheuchzer che delle sue ipotesi (Andrias significa «immagine di uomo»).
La stessa specie Andrias scheuchzeri gioca un ruolo importante nel libro di Karel Čapek La Guerra delle Salamandre.